# Britannia (monument)
Pour les articles homonymes, voir Britannia.
Britannia est un ancien monument érigé à Boulogne-sur-mer en 1938 en commémoration du rôle joué par les soldats du Royaume-Uni pendant la Première Guerre mondiale. Il fut détruit en juillet 1940 par les Allemands.

## Histoire
Dès le 13 août 1914, les premiers régiments anglais, notamment ceux des Argyll and Sutherland Highlanders, débarquent au port de Boulogne-sur-Mer, sous le commandement du général John French (il sera remplacé en 1915 par le général Douglas Haig). Pendant toute la durée de la guerre, 5 millions de soldats britanniques traversent la Manche.
Pour exprimer la reconnaissance des Boulonnais envers les Alliés, un comité d'anciens combattants décide en 1933 d'ériger un monument symbolisant l'alliance franco-britannique. Les fonds nécessaires au projet (130 000 francs) sont levés par souscription. Le monument est constitué d'un piédestal, haut de 5 mètres, en marbre du Boulonnais, dans lequel s'insèrent 13 blocs de granit envoyés par chacun des dominions (Irlande, Inde, Canada, Australie, Nouvelle-Zélande, Afrique du Sud, Terre Neuve, etc.) et d'une statue. Au total, la statue et son socle mesurent 15 mètres.
La statue représente une femme qui personnifie Britannia (nom latin de la Grande-Bretagne) et porte à la main droite un trident et à gauche un bouclier. Elle est l'œuvre du sculpteur Félix-Alexandre Desruelles et de l'architecte Georges Dufétel.
Le monument, érigé sur une butte surplombant le bassin Loubet du port de Boulogne-sur-Mer, est inauguré le 19 juillet 1938 par les maréchaux Lord Cavan et Pétain, peu avant 12 h 45 en présence du roi George VI et de la reine Elizabeth arrivant de Douvres à bord du yacht royal Enchantress.
Ce symbole de l'amitié franco-britannique est détruit à l'explosif le 1er juillet 1940 par les Allemands. Il n'a jamais été reconstruit. En lieu et place, la capitainerie a été élevée, inaugurée le 12 septembre 1987.
|                    |
| Érection du socle. |

|                                                                                  |
| Commémoration du débarquement de l'armée britannique à Boulogne le 14 août 1939. |

|                                        |
| Explosion du monument en juillet 1940. |

## Copies dans les collections
Des reproductions en miniatures sont visibles à l'hôtel de ville de Boulogne et au château d'Hardelot.